# Flipáza

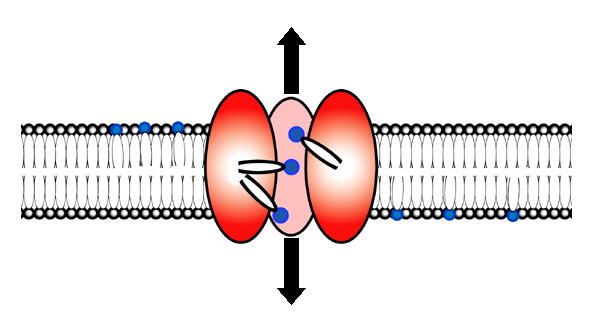
V lipidové dvouvrstvě se neustále chaoticky pohybují fosfolipidy: bez pomoci flipáz by však přesun fosfolipidu z jednoho listu do druhého byl velice vzácný

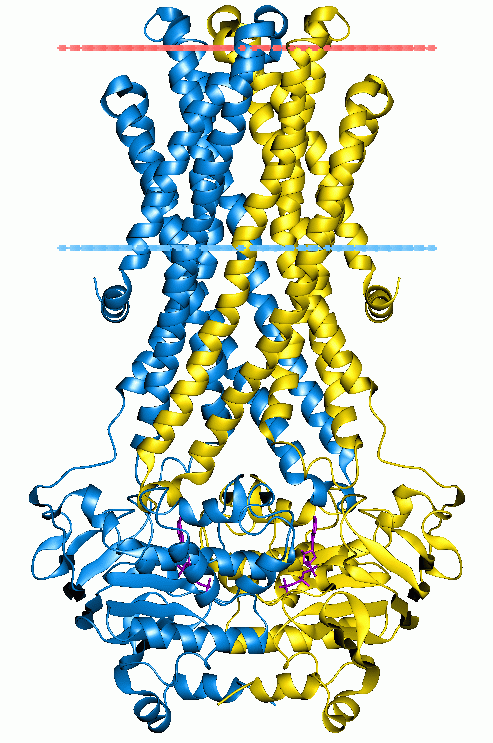
Flipáza, ABC lipidová flipáza z Escherichia coli

Flipáza (někdy také flip-flopáza) je membránový enzym pracující jako translokáza, který umožňuje přesmyk fosfolipidů z jednoho listu lipidové dvouvrstvy do druhého. Je to důležitý mechanismus, který zajišťuje, aby membrána mohla rovnoměrně růst, protože nové fosfolipidy jsou vkládané pouze do jednoho z listů. Bez katalýzy flipázami by tento proces například v endoplazmatickém retikulu probíhal spontánně 100 000× pomaleji. Někdy se rozlišují flipázy, které transportují fosfolipidy z vnějšího listu do vnitřního, a flopázy, které přesouvají z vnitřního listu do vnějšího.
K flipázám patří např. skrambláza, která funguje v plazmatické membráně, kde vyrovnává poměr fosfolipidů bez ohledu na jejich konkrétní typ. Jiné flipázy však jsou specifické pro konkrétní fosfolipid a například přesouvají fosfatidylserin a fosfatidylethanolamin do vnitřního (cytosolického) listu. Naopak ABC transportér ABCB4 zase přesouvá v játrech fosfatidylcholin z vnitřního do vnějšího (exoplazmického) listu – je to jeden z kroků při výrobě žluči.